# Sterkobilin
Sterkobilin je kemijski spoj, tetrapirolni žučni pigment i jedan je od završnih produkata razgradnje molekule hema (iz molekule hemoglobina), spoj koji stolici čovjeka daje smeđu boju. Sterkobilin je prvi put izoliran iz stolice 1932.g., te se koristi kao marker za biokemijsku identifikaciju fekalnog zagađenja rijeka. 
Sterkobilin nastaje razgradnjom bezbojnog spoja urobilinogena, koji je nastao djelovanjem bakterija na bilirubin izlučen putem žuči u probavni sustav. Urobilinogen se pretvara u sterkobilinogen, koji oksidacijom postaje sterkobilin i izlučuje se u stolici. 